# Roberto Amaro
Roberto Amaro Hernández (8 ottobre 1969) è un ex cestista cubano con cittadinanza uruguaiana.

## Carriera
Con Cuba ha disputato tre edizioni dei Campionati americani (1993, 1995, 1999).